# Hemikyptha
Genre
Le genre Hemikyptha rassemble des insectes hémiptères de la famille des Membracidae.

## Répartition
Les espèces du genre Hemikyptha se rencontrent en Amérique du Sud et en particulier au Brésil,, au Pérou, et en Guyane.

## Habitat
Les espèces du genre Hemikyptha peuvent être observées dans les forêts semi-décidues saisonnières et les forêts humides.

## Dénomination
Le genre Hemikyptha a été décrit en 1927 par l'entomologiste américain Zeno Payne Metcalf avec pour espèce type Hemikyptha punctata.

## Description
Le genre Hemikyptha présente une double épine en forme de cornes sur son pronotum.
Le pronotum, testacé, est grisâtre à marron rougeâtre ou noir et est parsemé de points blanchâtres à jaunes. Les bords latéraux du pronotum sont concolores jaune. Les cornes sont longues, minces ou fortes avec les bords presque parallèles et acuminées. Le dorsum descend progressivement jusqu'à l'apex mais peut brusquement décliner obliquement en arrière à partir du milieu chez Hemikyptha scutelligera.
Les élytres sont plus longues que l'abdomen.

## Écologie
Comme tous les membracides, les espèces du genre Hemikyptha sont phytophages et se nourrissent exclusivement de la sève des plantes.

## Publication originale
- Metcalf, Z. P. 1927. Homopterological gleanings No. 2. The types of certain genera of Membracidae. Entomological News, 38: 14–17.(BHL)

## Taxonomie
Liste des 9 espèces du genre selon 3I :
- Hemikyptha atrata Fonseca & Diringshofen, 1969[10]
- Hemikyptha braziliensis (Fabricius, 1775)[11]
- Hemikyptha compressicornis (Fairmaire, 1846)[12],[Note 1]
- Hemikyptha crux (Linnaeus, 1758)[13]
- Hemikyptha durantoni Arnaud, 2002[14]
- Hemikyptha gigas Fonseca, 1935[15]
- Hemikyptha marginata (Fabricius, 1775)[11]
- Hemikyptha punctata (Fabricius, 1775)[11]
- Hemikyptha scutelligera (Lesson, 1832)[16]

## Galerie

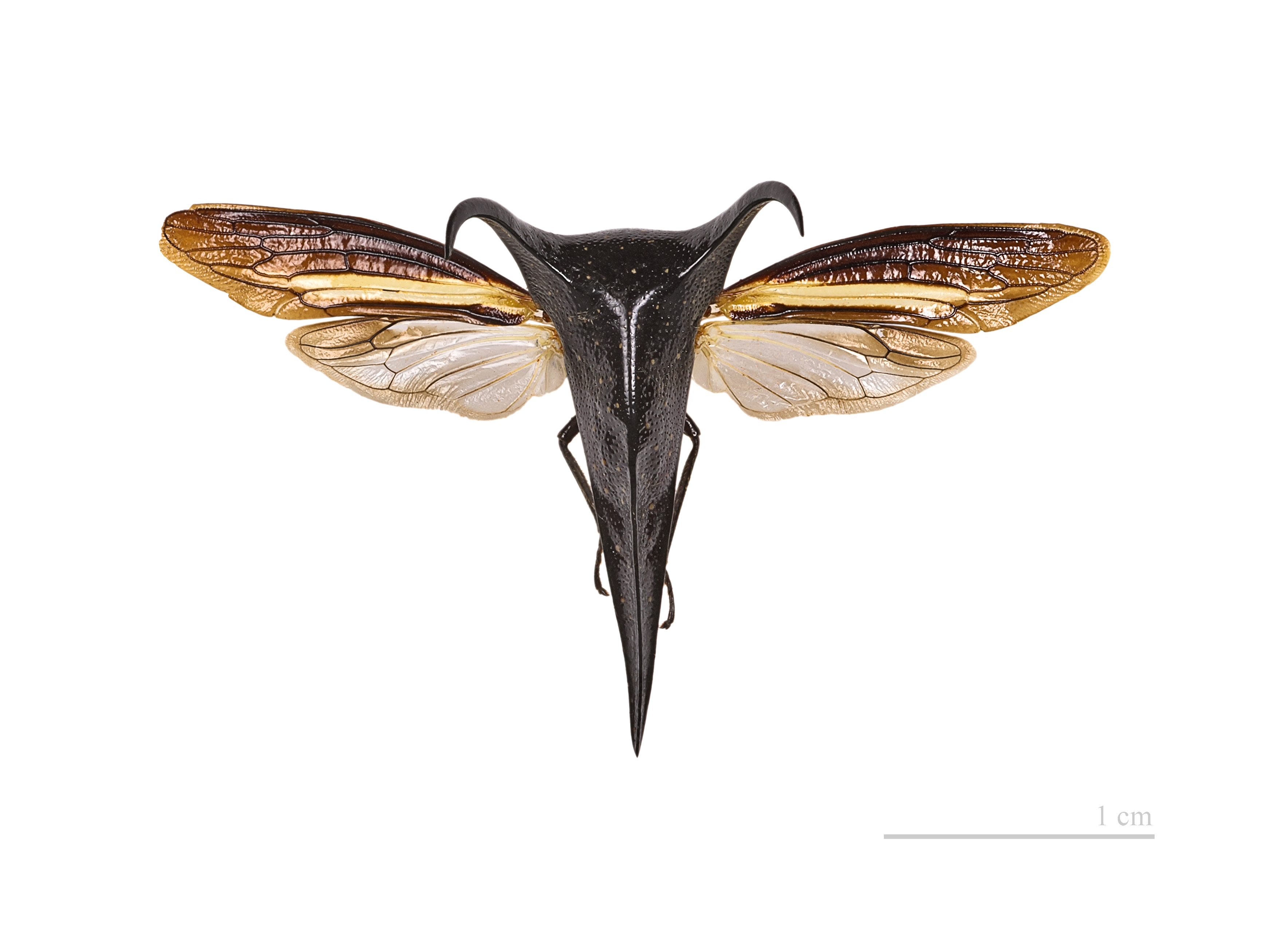
Hemikyptha marginata
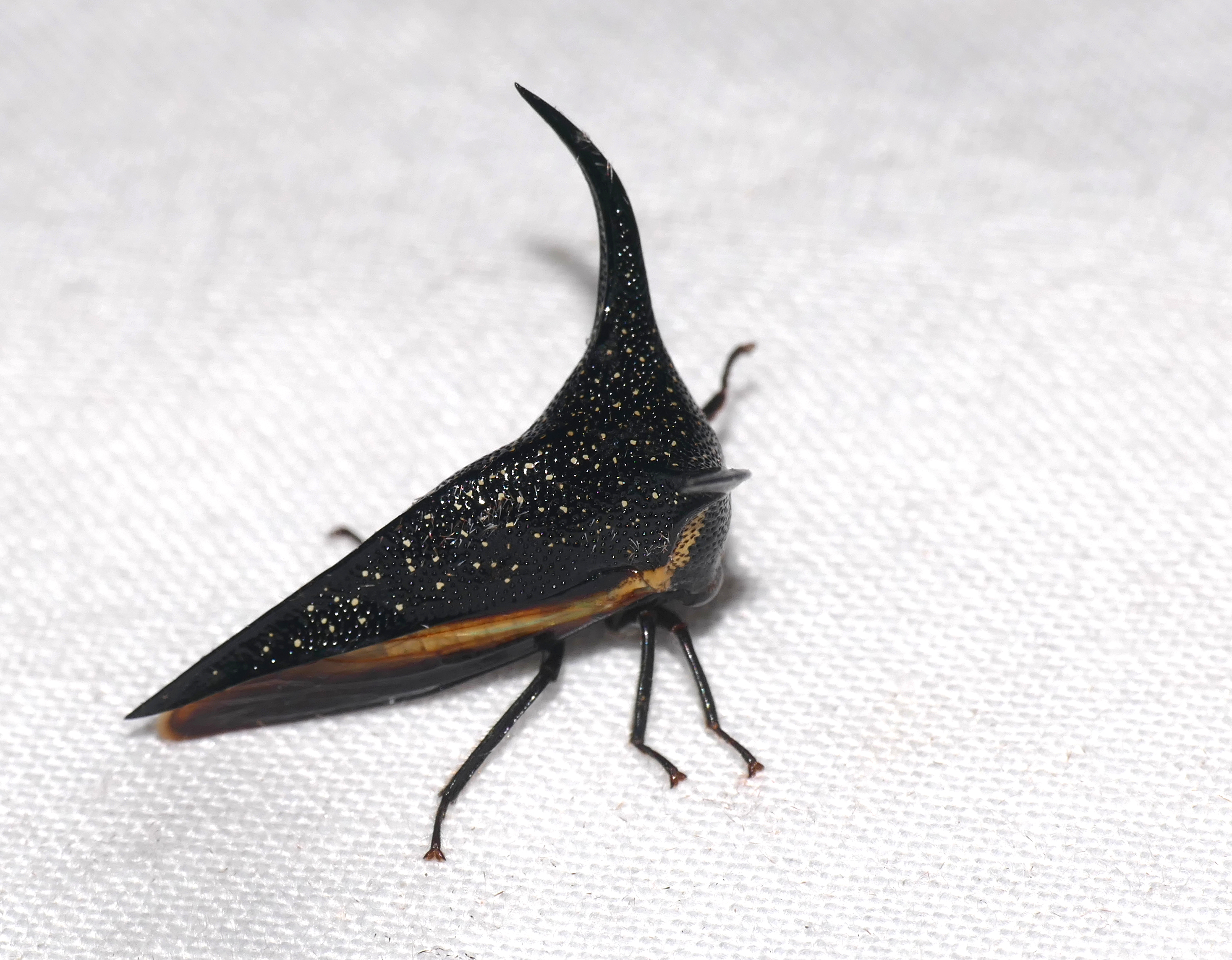
Hemikyptha durantoni
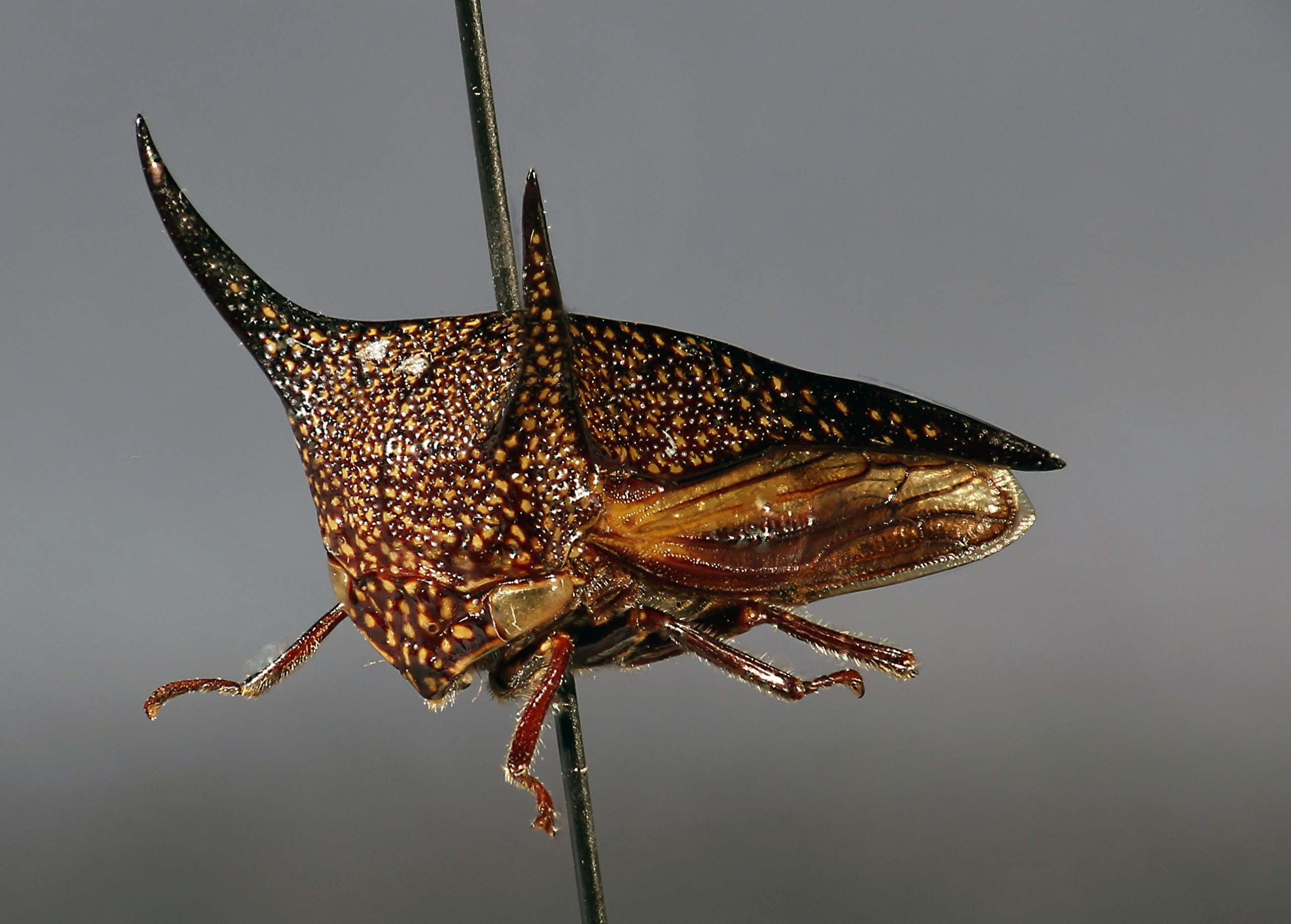
Hemikyptha punctata